# Mujeres en la dinastía Song
Las mujeres en la dinastía Song (960-1279), desempeñaban un papel particular por su género pero también dependía fuertemente de la clase social. Ganaron  en la esfera doméstica, en un mundo donde los niños eran fuertemente valorados como medio para extender la influencia familiar, y tenían más posibilidades de formarse. Perdieron, sin embargo, peso en la esfera pública.

## El rol en la familia
La sociedad china durante la dinastía Song seguía el modelo familiar del confucianismo, según el cual el padre era la máxima autoridad y un reflejo del poder del emperador sobre la sociedad. En consecuencia la mujer dependía de su padre y posteriormente de su marido, quien tenía derecho a castigarla, si no se comportaba según los ideales morales aceptados. Su papel principal era el de ser esposa y madre. Se prefería una descendencia numerosa para poder asegurar la influencia del linaje a través de nuevos vínculos de fidelidad y obediencia, creados con los matrimonios de los hijos. Como no se practicaba la primogenitura a la herencia de bienes, todos los descendientes podían incrementar el prestigio familiar. El incremento del rol doméstico llevó unido una disminución en la participación en la vida pública. Aunque numerosas mujeres influían en la política a través de los consejos a maridos e hijos, ellas no eran miembros directos en la gestión administrativa del imperio.

## Matrimonio
El matrimonio era siempre concertado por intereses políticos y económicos. La aspiración del cabeza de la familia era casar a sus hijas con funcionarios imperiales, o miembros de la realeza para poder garantizar privilegios en la administración del patrimonio, trato preferente en los juicios y prestigio social. Las mujeres, para reforzar el futuro rol doméstico, comenzaron a adoptar una costumbre de las bailarinas, el vendado de pies. Los pies diminutos las obligaban a caminar despacio, garantizando una movilidad restringida, física y simbólica, aparte de aumentar su atractivo para los pretendientes. La mujer aportaba una dote a la nueva pareja que servía de reclamo para los candidatos, un aspecto que ganó en importancia durante el periodo Song. Los hombres casados podían vivir con los suegros y otros ascendentes en la misma casa y la familia de acogida era superior a la propia, es decir, no siempre era la mujer quien se mudaba de domicilio después del matrimonio.
Se permitía el divorcio siempre que fuera acordado entre las dos partes y en este caso la mujer podía volver a casarse, también en caso de quedar viuda, para entrar a formar parte de la protección de una nueva familia. Más raramente se volvía al núcleo del padre, como sí pasó habitualmente en épocas posteriores, donde se considerará inmoral que una mujer mantuviera relaciones sexuales, aunque fuera dentro del matrimonio, con más de un hombre y por tanto las chicas volvían con su padre o se quedaban con la familia política si habían tenido ya hijos. Se permitía igualmente mantener concubinas, usualmente mujeres más jóvenes para poder garantizar más hijos. La rivalidad entre los clanes de las diferentes esposas era constante, con cambios de jerarquía según la voluntad del jefe de familia o de los vínculos que pudieran establecer en el ámbito político.

## Educación
El periodo Song fomentó la cultura entre las clases altas, incluidas las mujeres. Se esperaba de ellas que pudieran disfrutar de la poesía y crear versos propios, donde primaba la delicadeza. Administraban el patrimonio familiar, especialmente el servicio doméstico y las tierras, mientras los hombres se dedicaban más a la esfera pública. En las clases medias, las mujeres regentaban sus propios negocios, para los que necesitaban a veces formación específica, lograda con un aprendizaje informal familiar. Los comercios donde más presencia tenían era los de hostelería y restauración, el sector textil (especialmente el de la seda ) y la salud, en el papel tradicional de comadronas. Algunas mujeres decidían dedicarse más formalmente al estudio y entonces se acercaban al budismo, que aceptaba monjas en igualdad intelectual con los monjes. La educación elemental se llevaba a cabo, sin embargo, siempre en casa, donde hermanos y hermanas se enseñaban a leer y escribir y desde allí se esperaba que la curiosidad llevara a buscar más formación de manera autodidacta. Únicamente los hombres, que habían de servir en el ejército o como funcionarios, recibían una instrucción formal en instituciones específicas. Esta educación en el hogar comprendía únicamente a las clases superiores y urbanas (las ciudades crecieron mucho durante el periodo Song gracias al comercio), ya que en las clases inferiores o en el mundo rural las mujeres, lo mismo que los varones, continuaban carentes de acceso a la cultura como en épocas anteriores.